# Mimela sauteri
Mimela sauteri är en skalbaggsart som beskrevs av Ohaus 1938. Mimela sauteri ingår i släktet Mimela och familjen Rutelidae. Inga underarter finns listade i Catalogue of Life.